# Плутоїд

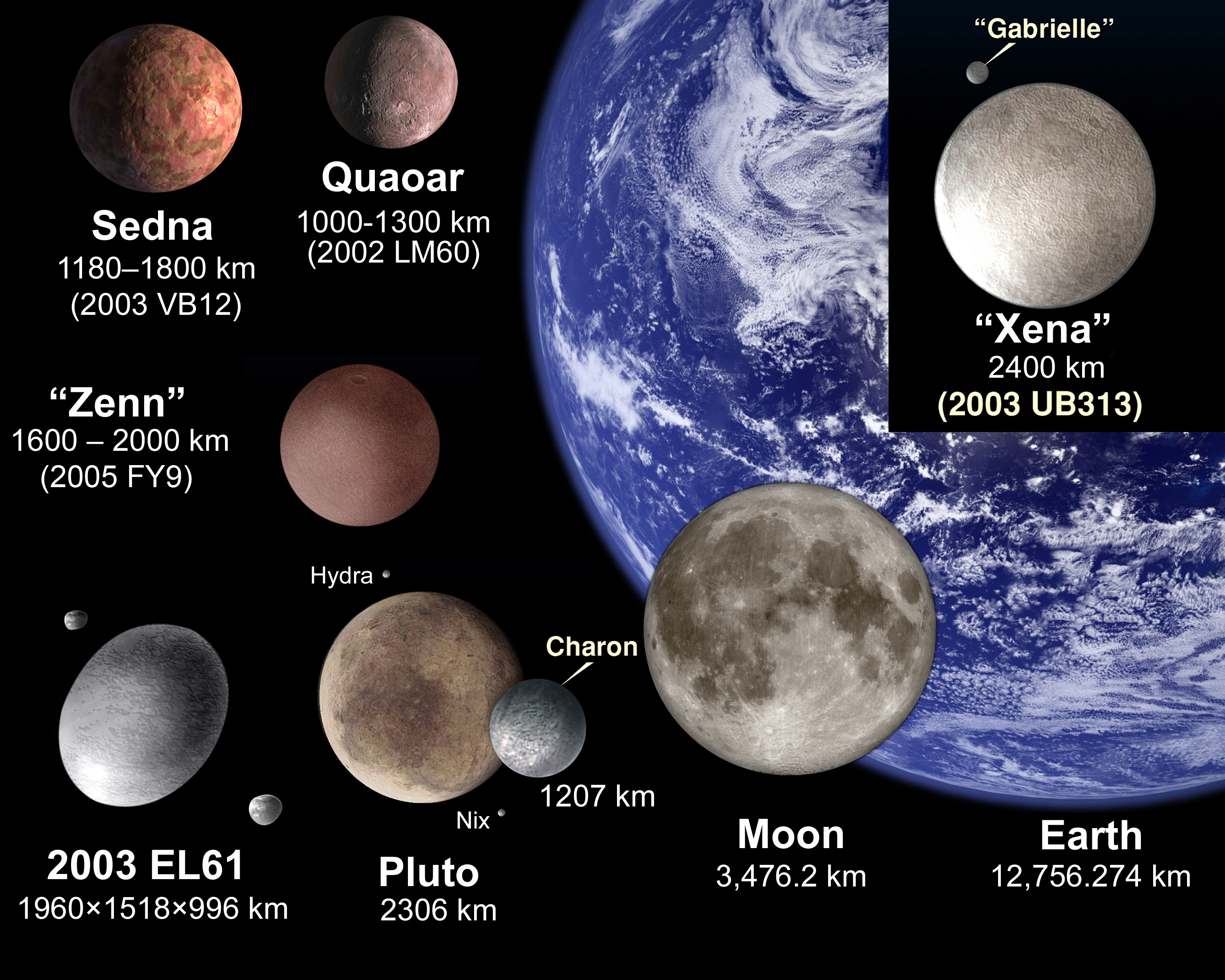
Плутон та інші транснептунні об'єкти порівняно з Землею.

Плутоїд (англ. plutoid) — небесне тіло, що обертається навколо Сонця орбітою, радіус якої більше радіуса орбіти Нептуна, маса якого достатня, щоб гравітація надала йому гідростатично рівноважної (близької до кулястої) форми, і яке не розчистило околиці своєї орбіти (тобто не домінує на ній).
Плутоїди є підмножиною карликових планет. Великі півосі їхніх орбіт більші, ніж у Нептуна.
Термін було запроваджено рішенням виконавчого комітету Міжнародного астрономічного союзу на з'їзді в Осло в червні 2008 року.
До плутоїдів були віднесені карликові планети Плутон і Ерида.
У липні того ж року до цієї категорії було включено Макемаке.
17 вересня 2008 до списку додали Гаумеа[джерело?].